# Rajons de Cesis
Le rajons de Cesis se situait dans le centre nord de la Lettonie. C'était l'un des trois plus grands du pays. Les rajons ont été supprimés par la réforme administrative de 2009.

## Population
Au recensement de l'an 2000, le district avait 60 620 habitants, dont :
- Lettons : 51 607 personnes, soit 85,13 %.
- Russes :  5 816 personnes, soit 9,59 %.
- Biélorusse :    998 personnes, soit 1,64 %.
- Polonais :    643 personnes, soit 1,06 %.
- Ukrainiens :    588 personnes, soit 0,97 %.
- Lituaniens :    291 personnes, soit 0,48 %.
- Autres* :    677 personnes, soit 1,12 %.

Le terme Autres inclut notamment des ressortissants issus de l'ex-URSS (Estoniens, Moldaves...), ainsi que des Roms.

## Subdivisions

### Pilsetas
- Cēsis
- Līgatne

### Novads
- Amata

### Pagasts
- Drusti
- Dzērbene
- Ineši
- Jaunpiebalga
- Kaive
- Liepa
- Līgatne
- Mārsnēni
- Nītaure
- Priekuļi
- Raiskums
- Rauna
- Stalbe
- Straupe
- Skujene
- Taurene
- Vaive
- Vecpiebalga
- Veselava
- Zaube
- Zosēni